# جیسون کوچک
جیسون کوچک (به انگلیسی: Jason Mariano Kouchak)، پیانیست، آهنگساز، خواننده و ترانه‌سرایی می باشد که کارهایش، علایقش و خدمات خیر خواهانه اش او را به کشورهای مختلف دنیا از جمله: انگلستان، فرانسه، ژاپن، سنگاپور و هنگ کنگ کشانده است.

## دوران نوجوانی
جیسون کوچک در شهر لندن ، انگلیس متولد شد. او دبیرستان را در مدرسه وست مینستر گذراند و موسیقی کلاسیک پیانو را در مدرسه موسیقی رول کالج و دانشگاه ادینبرا اموخت. او از نسل کوچکعلی ها بوده‌است و اصالتی ایرانی دارد . پدر او هوشنگ کوچکعلی از تجار سرشناس ایرانی بود .

## زندگی هنری اش
جیسون کوچک ۵ آلبوم موسیقی ضبط کرده که ۲ عدد از آن‌ها در استودیو ابی رود ضبط شده‌است. او در تلویزیون BBC و تلویزیون ملی ژاپن آهنگ‌هایی را که خودش نوشته بود را اجرا کرده‌است. در نقاط مختلف دنیا به عنوان پیانیست کلاسیک تور سراسری برگزار کرده‌است. از جمله: در هنگ کنگ، سنگاپور، و ژاپن. او در «رویال فستیوال هال» (لندن)، «سالی پلیر» (پاریس) و «تئاتر مارنیسکی» (سنت پترزبورگ) و همچنین در جشنواره بین‌المللی ادینبورو برنامه اجرا کرده‌است.
سایر برنامه‌هایش شامل: آهنگ «ماه نمایشگر قلب من» (The Moon represents my Heart) که به وسیلهٔ جولیان لوید وبر و جیاکسین کنگ تنظیم شده بود را در «کلاب هنر چلسی» در مراسم جشن تولد ۶۰ سالگی لوید وبر و جشن سالگرد دویست سالگی فردریک شوپن در «کنسرت گیلد هال» همراه با خواننده معروف الین پیج در سال ۲۰۱۰ اجرا کرده‌است. او همچنین در نمایش‌های «کافه دو پاریس» و «کافه رویال» خوانندگی کرده‌است. جیسون در سال ۲۰۱۲ در «فستیوال ادبیات گاله» با تام استاپارد برنامه اجرا کرد و در همان سال در افتتاحیه بازی‌های شطرنج کلاسیک لندن برنامه تکنوازی پیانو داشته‌است. در سال ۲۰۱۲ در سالگرد ۲۰ سالگی فستیوال فیلم فرانسوی انگلستان در لندن و ادینبورا رهبر ارکستر بود و همچنین در سالگرد فردریک شوپن در سفارت انگلستان در پاریس برنامه داشته‌است.

## منتخب برنامه‌هایش
در سال ۱۹۹۰ به عنوان پیانیست مهمان در مراسم جشن تولد ۶۰ سالگی "پرنسس مارگارت" در "هتل ریتز" و برنامه افتتاحیه فیلم "هملت" شرکت داشته‌است. کوچک در سال ۱۹۹۸ برای امپراتور " آکی‌هیتو " آهنگ " ساکورا " که خودش تنظیم کرده بود را در موزه ویکتوریا و آلبرت لندن اجرا کرد. همچنین در برنامه خیریه‌ای که در سال ۱۹۹۵ برای کمک به زلزله زدگان تدارک شده بود اجرا داشته‌است. او همراه با جولیان لوید وبر "آلبوم ویالونسل" را ضبط کرده‌اند و در المپیک "ایس اسکاتر یوکا ساتو" در سال ۱۹۹۹ نمایش داده است. در سال ۲۰۱۱ و ۲۰۱۳ جیسون کوچک آهنگ "سیاهی شب است" (Dark is the night) را با همراهی "ارکستر رویال فیلارمونیک" روی "کشتی بلفاس" بمناسبت "روز پیروزی" خوانده است. همچنین موسیقی و ترانه "The other family" را با نویسنده معروف جوانا ترولوپ همکاری داشته‌است. این موسیقی و آهنگ برای اولین بار در "کنسرت هال" اجرا شد.

## فعالیت‌های اجتماعی
او در کارهای خیرخواهانه بسیاری شرکت داشته‌است، شامل افتتاحیه محل بازی‌های شطرنج کودکان (با مهره‌های بزرگ) در هلند پارک لندن و در سال ۲۰۱۳ همراه با جان تنینل راه‌اندازی محل بازی شطرنج با مهره‌های "الیس در سرزمین عجایب" در مدو پارک ادینبورو برگزار کرده‌است. او همچنین برای افتتاحیه "مرکز خیریه شطرنج اسکاتلند" (CSC) فطعه موسیقی "Moving forward" را ساخت که آهنگ رسمی این خیریه است. همچنین "گروه بچه‌های خواننده" "Tsubasa" را در سال ۲۰۱۱ درست کرد، که این گروه در افتتاحیه فستیوال ماتسوری اجرا داشته‌اند. قطعه موسیقی "ژوپیتر" از هولست را در سال ۲۰۱۲ در جشن‌های ۶۰ سالگی سلطنت ملکه انگلستان در میدان ترافالگار لندن اجرا کرده‌است.

## آلبوم‌ها
- Comme d'Habitude - ۲۰۱۱
- Midnight Classics - ۲۰۰۸
- Forever - ۲۰۰۱
- Watercolours - ۱۹۹۹
- Première Impression – ۱۹۹۷
- Cello Moods - Sakura only